# Отношения между Молдова и Русия
Отношенията между Молдова и Русия са отношения между две съвременни държави Република Молдова и Руска Федерация, а в по-широк смисъл, отношения между молдовския и руския народ в продължение на по-дълъг период от историята. На 19 ноември 2001 г. в Москва от Президентите на Русия и Молдова е подписан, а на 13 май 2002 г. встъпва в сила Договорът за приятелство и сътрудничество между Руската Федерация и Република Молдова. В преамбюла на документа са включени положения за стратегическото партньорство между двете страни и за участието на Русия в политическото урегулиране на приднестровския проблем, в който Руската Федерация е в качеството на посредник и гарант относно спазване суверенитета и териториалната цялостност на Република Молдова.
Договорно-правната база на руско-молдовските отношения към настоящия момент обединява над 150 двустранни документа за сътрудничество в различни области, в т.ч. около 40 съглашения на субективно ниво на Руската Федерация.

## История
След победата си в Руско-турската война (1806 – 1812) Руската империя включва в своя състав Бесарабия (преди е част от Османската империя). Тази историческа област, която първоначално е част от княжество Молдова, представлява днес голяма част от територията на съвременна Молдова.
В началото на ХХ век Бесарабия е извън пределите на Русия и е Молдовска Демократична Република, а по-късно, през 1918 г., е част от Кралство Румъния. През 1940 г. Молдова влиза в състава на СССР и се нарича Молдовска съветска социалистическа република.

## Република Молдова
Молдовската ССР обявява своята независимост от СССР на 27 август 1991 година. На 6 декември 1992 година са установени дипломатически отношения.

### Приднестровският конфликт
Гледай също: Приднестровски конфликт
Веднага след обявяването на независимост възниква конфликт между правителството на Молдова и Приднестровието, който прераства във война през 1992 година. Войната е спряна с пряка намеса на руската армия под командването на генерал Лебед, което довежда до появяването на международно непризната Република Приднестровие. След спирането на огъня две отделни групи руски войски остават в Молдова: един полк по мироопазване, който е част от Смесена контролна комисия, и 14-а армия, която има задачата да пази склада с боеприпаси в Кобасна. Военното присъствие на Русия продължава до днес.
Във връзка с ескалацията на военните действия в Бендери, левите сили в Молдова започват изяви за оставка на правителството и парламента, които са допуснали гражданската война. Във връзка с това главата на правителството и министърът на отбраната подават оставка. На 7 юли в региона пристигат пълномощни представители на президента на Русия. С тяхна помощ се стига до съглашения за спиране на огъня, а на 21 юли в Москва Борис Елцин и Мирчо Снегур в присъствието на Игор Смирнов подписват съглашение „За принципите на урегулиране на въоръжения конфликт в Приднестровския регион на Република Молдова“. Войната приключва със замразяване на Приднестровския конфликт и въвеждане на руски миротворци в зоната на конфликта. По-късно са създадени Обединена Контролна Комисия и Съвместни Миротворчески сили. В Приднестровие в качеството на миротворчески контингент са разположени 3100 руски, 1200 молдовски и 1200 приднестровски военнослужещи. От втората половина на 1992 година с посредничеството на Русия започват переговори за статута на Приднестровието, от 1993 година към мирното урегулиране се присъединява ОССЕ, а от 1995 година – Украйна. Днес част от левия бряг на Днестър и град Бендери се контролират от Приднестровието, а другата част от територията, заявена от ръководството на ПМР като част от републиката се контролира от Молдова..
Отношенията между Молдова и Русия се влошават през ноември 2003 година след като Русия предлага решение на приднестровския конфликт, което молдовските власти отказват да приемат.
Оценките за жертвите на конфликта са различни. Към средата на юли 1992 година от двете страни загиналите наброяват около 1000 души (по друга версия – 950), в това число са около 400 мирни жители. Още около 4500 души са ранени. Приднестровската страна има около 500 души загинали, 899 души са ранени, а около 50 души са се изгубили без вест, обаче експертите считат, че реалните загуби са повече.

### Винен конфликт
От 27 март 2006 година Роспотребнадзор въвежда забрана за експорт на молдовски вина в Русия, аргументирайки го с това, че голям обем от алкохолната продукция, доставяна в Русия, не отговаря на изискванията за санитарна безопасност . След това Роспотребнадзор издава разрешително за експорт, но президентът на Молдова Воронин го забранява до пълното урегулиране на проблема. През лятото на 2007 година повече от 40 молдовски предприятия отново се подлагат на санитарно-епидемиологична експертиза и доставката се възобновява. .
Днес молдовското вино се доставя в Русия през два терминала – в Москва и в Санкт-Петербург. За първите 8 месеца на 2011 година Русия внася от Молдова вино и винени продукти на стойност от 97,4 млн. щатски долара или 25,8% от молдовския винен експорт.

## Икономика
Русия продължава да бъде главен икономически партньор на Република Молдова, де факто играе ключова роля в поддържането на стабилността на социално-икономическата сфера на страната. 22% от външнотърговския оборот на Молдова е свързан с Русия. Руският пазар е отворен за молдовските стоки и работна ръка, в това число в рамките на многостранните споразумения на ОНД. В дългосрочен план се изгражда снабдяването на молдовските потребители с енергийни ресурси (природен газ – почти 100%, електрическа енергия – около 70%), реализира се експорт на молдовската плодово-зеленчукова продукция в Русия. През последните години се фиксира ръст на приходите в Молдова от работещи в Русия молдовски граждани. По оценка на експертите, част от такива постъпления от Русия по отношение на целия обем преводи от чужбина е около 70%. Тази ситуация диктува разширяване на правната база за сътрудничество между ведомствата на двете страни, куриращи миграционната проблематика, откриване на официални представителства с цел подобряване координациите на взаимодействие.
През 2010 година взаимният стокооборот на Руската Федерация и Република Молдова е 1532 млн. щат.долара (в сравнение с 2009 година е повече с 46,3%). Експортът при това е повече с 59,9 % или 1111,4 млн.щат.долара, а импортът се покачва с 19,4 % или 420,6 млн. щат. долара. В експорта на Русия в Молдова преобладават минерални продукти (75,5%), хранителни продукти и селскостопански суровини (8,1%), продукция на химическата промишленост (5,8%), машини, оборудване и транспортни средства (5,2%).
Инвестициите на Русия в икономиката на Молдова са над 200 млн. щат. доллара. В Молдова са регистрирани 435 предприятия с участието на руски капитал. Капиталовложенията на Молдова в икономиката на Русия са около 26 млн.щат. долара.